# Venables
Venables là một xã thuộc tỉnh Eure trong vùng Normandie miền bắc nước Pháp.

## Huy hiệu
| Arms of Venables | The arms of Venables are blazoned: Azure, 2 fesses argent, in chief (in fess) 3 mullets Or. |